# 榎井王
榎井王（えのいおう/えのいのおおきみ）は、天智天皇の孫で、二品・施基親王（志貴皇子）の子。無位無官か。

## 経歴
天智天皇の孫にあたるが、各種史書上に叙位任官の記録はない。天平9年（737年）橘少卿（橘諸兄または橘佐為）及び諸大夫らが門部王の邸宅に集って宴会を催した際、門部王の来客を歓迎する歌に和して詠んだ歌が『万葉集』に残っている。
没後の宝亀元年（770年）に兄弟の白壁王が即位（光仁天皇）し、志貴皇子の子女を親王・内親王として扱うこととしたため、榎井親王とも記される。

## 系譜
- 父：施基親王（志貴皇子）
- 母：不詳
- 妻：不詳
  - 男子：神王（737-806）
  - 男子：榎本王[4]